# Ferdinand Geiger
Ferdinand Geiger (1655, Augsburg – 31. května 1715, Praha) byl český barokní sochař.

## Život
V Augsburgu se vyučil sochařem, přesné místo jeho vyučení není známo. Do roku 1690 pracoval jako sochařský tovaryš, v roce 1700 již pracoval samostatně. 
V roce 1699 se v Praze na Malé Straně oženil s dcerou dvorního truhláře Marka Nonnenmachera, z manželství vzešly tři dcery a syn Jan Antonín Geiger, který převzal otcovu dílnu a byl činný ve 2. čtvrtině 18. století.
Z dostupných zdrojů lze usuzovat, že nežil konvenční život – v roce 1690 byl např. uvězněn za oloupení své milenky a neplacení alimentů.

## Dílo
- socha archanděla Gabriela pro hlavní oltář kostela Narození Panny Marie v Klatovech (1700)[zdroj?]
- hlavní oltář s akantovým rámem a sochami v kostele sv. Kateřiny v Chotči (1704-1710)[2]
- sochařská výzdoba sloupu Nejsvětější Trojice na Malostranském náměstí, spolupráce s Janem O. Mayerem (1713–1715)